# دلووها وس (ناحیه هاولیتشکوف برود)
دلووها وس (ناحیه هاولیتشکوف برود) (به چکی: Dlouhá Ves) یک منطقهٔ مسکونی در جمهوری چک است که در ناحیه هاولیتشکوف برود واقع شده‌است. دلووها وس ۱۰٫۷۶ کیلومتر مربع مساحت و ۴۲۱ نفر جمعیت دارد و ۴۶۵ متر بالاتر از سطح دریا واقع شده‌است.